# 东天贡玉皇庙
东天贡玉皇庙，位于山西省长治市潞城区翟店镇东天贡村，是一处山西省文物保护单位。
2021年8月4日，东天贡玉皇庙公布为第六批山西省文物保护单位，年代为元、清，古建筑类，编号6-152。